# Liste der Biografien/Poj
Liste der Biografien |
Portal Biografien |
Personensuche
# |
A |
B |
C |
D |
E |
F |
G |
H |
I |
J |
K |
L |
M |
N |
O |
P |
Q |
R |
S |
T |
U |
V |
W |
X |
Y |
Z |
?
 
Pa |
Pc |
Pe |
Pf |
Ph |
Pi |
Pj |
Pk |
Pl |
Pm |
Pn |
Po |
Pr |
Ps |
Pt |
Pu |
Pv |
Pw |
Py
 
Poa |
Pob |
Poc |
Pod |
Poe |
Pof |
Pog |
Poh |
Poi |
Poj |
Pok |
Pol |
Pom |
Pon |
Poo |
Pop |
Por |
Pos |
Pot |
Pou |
Pov |
Pow |
Pox |
Poy |
Poz
Die Liste der Biografien führt alle Personen auf, die in der deutschsprachigen Wikipedia einen Artikel haben. Dieses ist eine Teilliste mit 15 Einträgen von Personen, deren Namen mit den Buchstaben „Poj“ beginnt.

## Poj

### Poja
- Pojarkow, Jurij (1937–2017), sowjetisch-ukrainischer Volleyballspieler, -trainer und -funktionär
- Pojarkow, Juwenali (* 1935), russischer Geistlicher, Metropolit von Krutizy und Kolomna
- Pojarkow, Nikolai Wladimirowitsch (* 1999), russischer Fußballspieler
- Pojarkow, Wassili Danilowitsch, russischer Kosakenführer und Entdecker
- Pojarkowa, Antonina Iwanowna (1897–1980), sowjetische Botanikerin
- Pojaroen, Jukkatip (* 1985), thailändischer Leichtathlet
- Pojatzi, Florian (1830–1917), österreichischer Industrieller
- Pojavis, Andrius (* 1983), litauischer Popmusiker
- Pojazyka, Denys (* 1985), ukrainischer Amateurboxer

### Poje
- Poje, Andrew (* 1987), kanadischer Eiskunstläufer
- Poje, Urška (* 1997), slowenische Biathletin
- Pojeta, John (1935–2017), US-amerikanischer Paläontologe und Geologe
- Pojezný, Luděk (* 1937), tschechoslowakischer Ruderer

### Pojm
- Pojmański, Grzegorz (* 1959), polnischer Astronom

### Poju
- Poju (* 1976), finnischer Popsänger